# Дубока штампа
Ово је чланак о дубокој штампи у индустрији. За технику ликовне графике погледајте Дубока штампа (графика).

Дубока штампа је врло стари штампарски поступак, чији почеци (бакрорез) досежу у рани 15. век. Дубока штампа има данас у индустријским земљама удео на тржишту од 10 до 15%. 
Поступак дубоке штампе карактеришу удубљени штампајући елементи штампарске форме. Нештампајући елементи форме леже на константном уздигнутом нивоу. Целокупна штампарска форма пре штампе се обојава, тј. преплављује се бојом.- Пре штампања одговарајућа средства - брисачи (ракели) са нештампајућих елемената форме одстрањују боју, а боја остаје само у удубљењима. Високи притисак пресовања и адхезионе силе између материјала на који се штампа и боје, узрокују преношење боје из удубљења на материјал који се штампа. 
Штампарске форме су углавном цилиндричне, имају велику тежину и захтевају специјалне системе за транспорт и руковање.